# Rinat Ischakowitsch Walijew
Rinat Ischakowitsch Walijew (russisch Ринат Исхакович Валиев; englische Transkription: Rinat Ishakovich Valiev; * 11. Mai 1995 in Nischnekamsk) ist ein russischer Eishockeyspieler, der seit Sommer 2024 beim HK Almaty aus der kasachischen Eishockeyliga unter Vertrag steht und dort auf der Position des Verteidigers spielt. Zuvor absolvierte Walijew unter anderem zwölf Spiele für die Toronto Maple Leafs und die Canadiens de Montréal in der National Hockey League (NHL) sowie über 280 weitere Partien in der American Hockey League (AHL).

## Karriere
Rinat Walijew verbrachte seine Jugend im Nachwuchs von Ak Bars Kasan aus der Kontinentalen Hockey-Liga (KHL), wo er für deren Nachwuchsteams Irbis Kasan und Bars Kasan in der Molodjoschnaja Chokkeinaja Liga (MHL) aus seiner Heimatstadt Kasan auflief. Beim KHL Junior Draft 2012 sicherte sich sein Stammverein die KHL-Rechte an ihm, indem er ihn in der ersten Runde an Position drei zog. Sein erstes nordamerikanisches Team waren die Indiana Ice aus der United States Hockey League (USHL). In der Saison 2013/14 spielte der Verteidiger erstmals in der Western Hockey League (WHL) für die Kootenay Ice, denen er zwei Spielzeiten lang treu blieb. Diese hatten ihn beim CHL Import Draft 2013 in der ersten Runde als 25. Spieler des Drafts gezogen.
Im NHL Entry Draft 2014 wurde Walijew in der dritten Runde an 68. Position von den Toronto Maple Leafs aus der National Hockey League (NHL) ausgewählt und erhielt im Juli 2014 einen Entry Level Contract mit einer Laufzeit von drei Jahren. Er spielte in der Folge für das Farmteam der Maple Leafs, die Toronto Marlies in der American Hockey League (AHL), und absolvierte in der Saison 2015/16 zehn Spiele während der regulären Saison in der NHL für die Maple Leafs. Im Februar 2018 wurde er kurz vor Ende der Trade Deadline zusammen mit Kerby Rychel und einem Zweitrunden-Wahlrecht im NHL Entry Draft 2018 an die Canadiens de Montréal abgegeben, die Maple Leafs erhielten im Gegenzug Tomáš Plekanec und Kyle Baun. Anfang März 2018 absolvierte Walijew sein erstes Spiel für die Canadiens bei der 4:6-Niederlage bei den New Jersey Devils. Vor Beginn der Saison 2018/19 wurde er allerdings im Oktober 2018 samt Matt Taormina zu den Calgary Flames transferiert, während Brett Kulak nach Montréal wechselte.
Nach zwei Jahren in der Organisation der Flames, die er ausschließlich bei den Stockton Heat in der AHL verbracht hatte, wurde sein auslaufender Vertrag im Herbst 2020 nicht verlängert. Anschließend verblieb er die Saison 2020/21 ohne Team, bevor er im Juli 2021 zu seinem Ausbildungsverein Ak Bars Kasan zurückkehrte. Dort kam er bis Ende Dezember desselben Jahres hauptsächlich in der zweiten Mannschaft in der Wysschaja Hockey-Liga zu Einsätzen, sodass er in einem Transfergeschäft an den HK Dinamo Minsk abgegeben wurde. Dort beendete Walijew die Spielzeit in der KHL. Anschließend verbrachte der Defensivakteur die Spielzeit 2022/23 bei KHL-Teilnehmer Admiral Wladiwostok. Von dort wechselte er im Sommer 2023 zunächst zum Zweitligisten Neftjanik Almetjewsk, den er aber noch im November 2023 wieder verließ und zum usbekischen Klub Humo Taschkent wechselte, der am Spielbetrieb der kasachischen Eishockeyliga teilnahm. Im Sommer 2024 wechselte der Russe innerhalb der Liga zum HK Almaty.

### International
Walijew gewann mit der U20-Nationalmannschaft Russlands die Silbermedaille bei der U20-Junioren-Weltmeisterschaft 2015. In sieben Turnierspielen gab der Verteidiger drei Torvorlagen.

## Erfolge und Auszeichnungen
- 2015 Silbermedaille bei der U20-Junioren-Weltmeisterschaft
- 2015 WHL East Second All-Star Team

## Karrierestatistik
Stand: Ende der Saison 2024/25

### International
Vertrat Russland bei:
- U20-Junioren-Weltmeisterschaft 2015

(Legende zur Spielerstatistik: Sp oder GP = absolvierte Spiele; T oder G = erzielte Tore; V oder A = erzielte Assists; Pkt oder Pts = erzielte Scorerpunkte; SM oder PIM = erhaltene Strafminuten; +/− = Plus/Minus-Bilanz; PP = erzielte Überzahltore; SH = erzielte Unterzahltore; GW = erzielte Siegtore; 1 Play-downs/Relegation; Kursiv: Statistik nicht vollständig)